# Megafon
För teleoperatören, se Megafon (företag).
En megafon är en portabel, ofta handhållen, trattformad apparat som är avsedd att förstärka eller rikta en persons röst. Till exempel används megafoner ofta vid sportevenemang, filminspelningar, demonstrationer eller för att styra större folkmassor.
Det finns även batteridrivna apparater bestående av en mikrofon, förstärkare och hornhögtalare sammanbyggda. Mikrofonen kan också vara kabelansluten.

## Historik
Vem som var den ursprunglige uppfinnaren av megafonen är föremål för historiska kontroverser. Både Samuel Morland och Athanasius Kircher uppfann megafoner vid omkring samma tid under 1600-talet. Morland, beskrev i ett arbete publicerat 1655, sina experiment med olika horn. Hans största megafon bestod av en 6 meter lång koppartub och kunde, enligt uppgift, projicera en persons röst på två och en halv kilometers avstånd.